# Bourtzi (Skiathos)
Bourtzi (griechisch Μπούρτζι (n. sg.), über das Türkische (burc) aus arabisch برج, DMG burǧ, ‚Turm‘, ‚Kastell‘, früher auch: Κάστρο του Άγιου Γεώργιου, Kastell des Heiligen Georg) ist der Name einer Halbinsel in der Hafeneinfahrt der griechischen Stadt Skiathos auf der gleichnamigen Insel. Sie trennt den alten und den neuen Hafen. Bourtzi gilt als Wahrzeichen der Stadt.

## Geschichte
Die Festung (Inselburg) wurde 1204 nach dem vierten Kreuzzug von Venedig angelegt und nach dem heiligen Georg benannt. Schon vor der Eroberung von Konstantinopel (1453) wurde die Stadt Ziel von Piraten. Die Stadtbevölkerung zog sich überwiegend in das im 13. Jahrhundert errichtete, nördlich gelegene Kástro zurück. Chaireddin Barbarossa plünderte 1538 die Stadt. 1660, bei der Rückeroberung unter Francesco Morosini, wurde die Festung von den Venezianern zerstört. Nach der Befreiung von den Türken infolge der griechischen Revolution (1830), wurde in das Gebäude der Halbinsel die Grundschule der Stadt verlegt. Heute ist dieses ein Kulturzentrum. Der Rundweg und das Kafenio sind beliebte touristische Ausflugsziele.
Am Aufgang zur Halbinsel sind Büsten der beiden berühmten Skiathiten Alexandros Papadiamantis und Alexandros Moraitidis (1850–1929) aufgestellt.

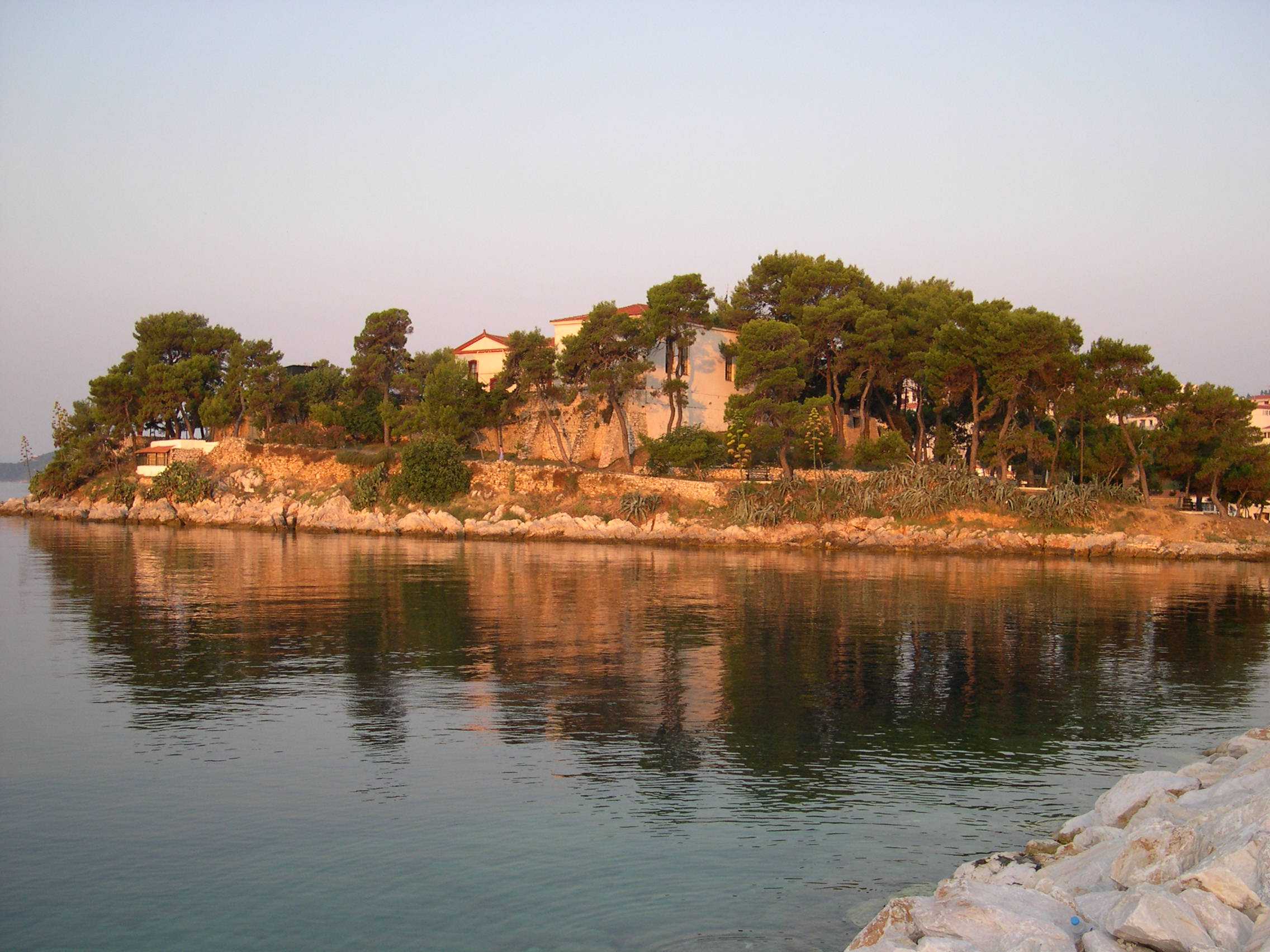
Halbinsel Bourtzi
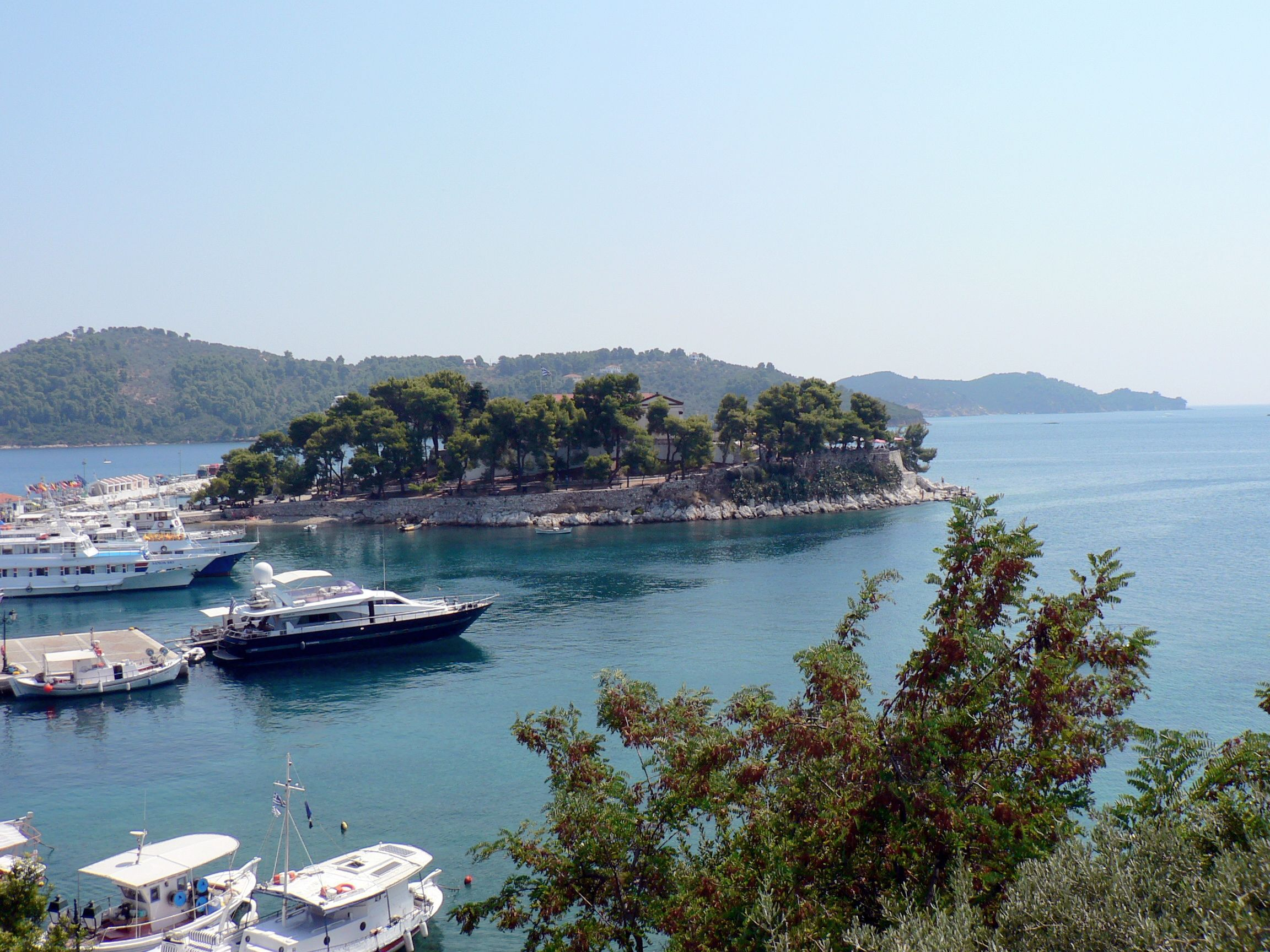
Panorama
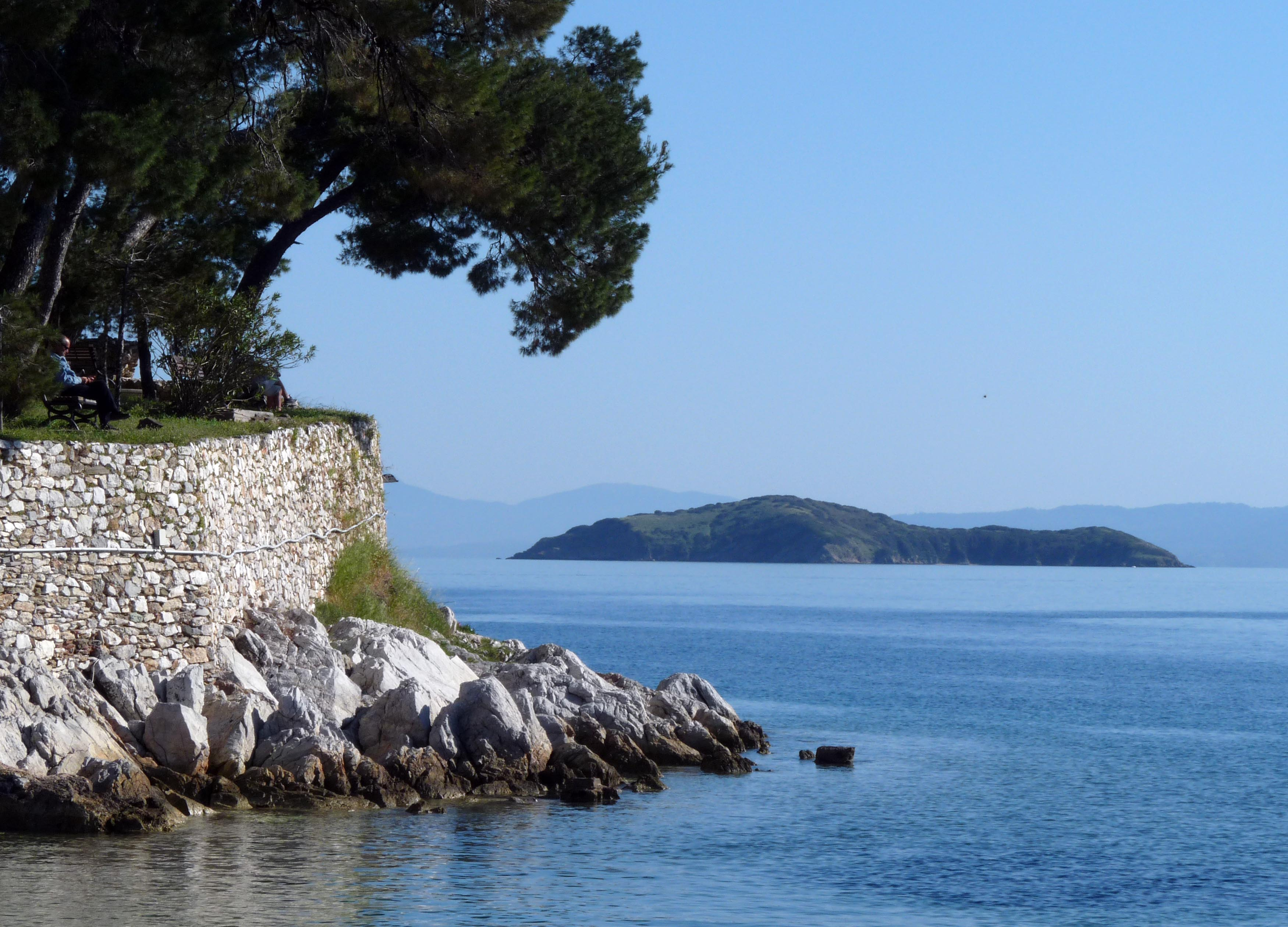
Reste der Festung